# Анада
Анада (авар. АнгӀада)— село в Тляратинском районе Дагестана. Входит в сельское поселение сельсовет Хидибский.

## География
Расположено в 7 км к северо-северо-востоку от районного центра — села Тлярата.

## Население
| 1869 | 1888 | 1926 | 1939 | 1970 | 1989 | 2002 |
| ---- | ---- | ---- | ---- | ---- | ---- | ---- |
| 37   | ↗59  | ↘38  | ↗51  | ↘49  | ↘29  | ↗67  |
| 2010 | 2021 |      |      |      |      |      |
| ↘49  | ↘47  |      |      |      |      |      |